# Hypocrea virens
Hypocrea virens är en svampart som beskrevs av P. Chaverri, Samuels & E.L. Stewart 2001. Hypocrea virens ingår i släktet svampdynor och familjen Hypocreaceae.   Inga underarter finns listade i Catalogue of Life.